# 2009 год в истории метрополитена
В этой статье перечисляются основные  события из истории метрополитенов в 2009 году. Полужирным шрифтом выделены открытия новых транспортных систем.
В этой статье перечисляются основные прошедшие события из истории метрополитенов в 2009 году.

## События

### Первое полугодие
- 12 января — в связи с продолжением работ по реконструкции Ленинградского проспекта временно закрыт западный вестибюль станции «Сокол» Московского метрополитена (выход в город на Ленинградский проспект и к улицам Песчаная и Алабяна, в сторону Церкви Всех Святых).
- 30 января — открыт Метрополитен Санто-Доминго.
- 7 марта — открыта 63-я станция метро «Спасская» Петербургского метрополитена. Участок от «Комендантского проспекта» до «Садовой», действовавший в составе Правобережной линии, был соединён с участком «Звенигородская» — «Волковская» и между станциями «Комендантский проспект» и «Волковская» было организовано движение в обычном графике.
- 18 марта — в Турции открыт Аданский метрополитен[1].
- 22 марта — открыто электродепо «Райымбек батыр» Алматинского метрополитена.
- 2 апреля — открыт Севильский метрополитен[2].
- 8 мая — открыто продление Первой линии Софийского метрополитена на восток с 5 станциями: «Стадион Васил Левски», «Жолио Кюри», «Г. М. Димитров», «Мусагеница», «Младост-1».
- 14 мая — после реконструкции вновь открывается для пассажиров выход в город со станции метро Кольцевой линии Московского метрополитена «Курская», совмещённый с вестибюлем Курского вокзала.
- 1 июня: 
  - Автозаводская линия Минского метрополитена переведена на пятивагонные составы.
  - станции Московского метрополитена «Деловой центр» и «Битцевский парк» фактически переименованы в «Выставочную» и «Новоясеневскую» соответственно.

### Второе полугодие
- 2 июля — в Пражском метрополитене завершилась эксплуатация вагонов метро 81-717.1/714.1 советского/российского производства.
- 26 июля — открылась станция «ЛОХАС Парк» Гонконгского метрополитена.
- 8 августа — в Берлине открылась новая линия метро, получившая название U55. Это самая короткая ветка в столице Германии, соединяющая Центральный вокзал с Бундестагом и Бранденбургскими Воротами (18 марта 2020 года была закрыта для объединения с U5). Она строилась с октября 1995 года.[3]
- 31 августа — открытие после реконструкции наклонного хода станции «Гостиный двор» Петербургского метрополитена.
- 8 сентября — официальное открытие станции Софийского метрополитена СУ «Св. Климент Охридски» (в эксплуатации с 7 сентября).
- 9 сентября — открыт Дубайский метрополитен.
- 16 сентября — открыта станция Севильского метрополитена «Puerta Jerez».
- 23 сентября — начата тестовая эксплуатация Шэньянского метрополитена.
- 28 сентября — открыта Четвёртая линия Пекинского метрополитена.
- 15 ноября — открытие продления золотой линии Метрополитен Лос-Анджелеса.
- 23 ноября — открыто продление первой линии Севильского метрополитена на восток с открытием 3 станций: «Монтеквинто», «Европа», «Оливар де Квинто».
- 22 декабря — открыта станция «Tom Jobim» Метрополитена Рио-де-Жанейро.
- 26 декабря:
  - открыта после ремонта станция «Горьковская» Петербургского метрополитена.
  - открыт наземный вестибюль станции «Звенигородская» Петербургского метрополитена.
  - открыты станции Московского метрополитена — «Мякинино», «Волоколамская» и «Митино» (всего за год открыто 3 станции Московского метрополитена).
- 30 декабря — открыта станция «Азадлыг проспекти» Бакинского метрополитена, а также второй выход станции метро «28 мая».

### Без точных дат
Публикация культурологом факультета искусств МГУ Зиновьевой О. А. книги, в которой утверждается о привлечении заключённых к строительству Московского метрополитена.